# 1,2-Dioxin
1,2-Dioxin, auch o-Dioxin, ist eine sehr instabile sauerstoffhaltige heterocyclische organische Verbindung, die noch nicht isoliert werden konnte. Selbst substituierte Derivate sind sehr labil, beispielsweise das 1,4-Diphenyl-2,3-benzodioxin.

Die Isomere 1,2-Dioxin und 1,4-Dioxin.
Struktur des transienten 1,4-Diphenyl- 2,3-benzodioxins.

## (kein) stabiles 1,2-Dioxin
1990 wurde fälschlicherweise das 3,6-Bis(p-tolyl)-1,2-dioxin für das erste stabile Derivat gehalten. Jedoch wurde gezeigt, dass es sich bei der Verbindung nicht um ein Derivat eines 1,2-Dioxins (1), sondern um ein (thermodynamisch deutlich stabileres) Dion (2) handelt.